# Институт художественного образования и культурологии РАО
Институт художественного образования и культурологии Российской академии образования (ИХОиК РАО) — старейшее научно-исследовательское учреждение в системе Российской академии образования (РАО). Официальное название — Федеральное государственное бюджетное научное учреждение «Институт художественного образования и культурологии Российской академии образования» (ФГБНУ «ИХОиК РАО»).

## История
В 1929 году начала свою работу Опытная станция художественного воспитания Наркомпроса РСФСР. В течение следующих двух лет станция была преобразована в Центральный Дом художественного воспитания детей (ЦДХВД). ЦДХВД, первым директором которого стал В. Д. Зельдович (секретарь А. В. Луначарского при Наркомпросе), осуществлял координацию художественного образования и воспитания детей на всей территории СССР, став колыбелью, в частности, таких учреждений культуры, как Театр юного зрителя, Театр кукол С. В. Образцова, детский хор В. Г. Соколова, Московский детский музыкальный театр, Московский школьный театр, Музей детского рисунка (к настоящему времени содержащий детские рисунки из более чем 90 стран за период с 1897 года).
В ходе Великой Отечественной войны воспитанники ЦДХВД активно участвовали в организации концертов в госпиталях и военных клубах. 45 воспитанников ЦДХВД награждены медалью «За оборону Москвы» «за работу по художественному обслуживанию Советской армии».
С мая 1944 года ЦДХВД был передан в ведение Академии педагогических наук и в 1946 году реструктурирован в НИИ художественного воспитания АПН. Одним из первых директоров нового института стала музыкант, педагог и учёная В. Н. Шацкая. В 1969 году НИИ художественного воспитания стал головным учреждением созданного при Президиуме АПН Совета по эстетическому воспитанию. За время работы ЦДХВД и НИИ художественного воспитания многие его сотрудники создали собственные научные школы в сфере педагогики искусства и эстетического воспитания. В их числе:
- А. В. Бакушинский
- А. И. Буров
- Н. А. Ветлугина
- академик РАО Е. В. Квятковский
- Г. В. Лабунская
- Л. П. Печко
- Б. Т. Лихачёв
- Ю. Н. Усов
- академик РАО Ю. У. Фохт-Бабушкин
- Е. К. Чухман
- Б. П. Юсов

С институтом за время его существования сотрудничали такие деятели искусства, как Дмитрий Кабалевский, Борис Иогансон, Сергей Герасимов, Наталья Сац, Ролан Быков, Георгий Лепский, психолог Л. С. Выготский.
В 1998 году НИИ художественного воспитания вновь преобразован, на сей раз в Институт Художественного Образования Российской академии образования — ИХО РАО. В том же году в анализе ситуации с эстетическим воспитанием молодёжи в СССР и Российской Федерации доктор Н. И. Киященко пишет: 

…российские теоретики практически никаким образом не могут оказать влияния на состояние образования и воспитания подрастающих поколений. Достаточно сказать, что на всю огромную Россию до новых, демократических времен был всего один Институт художественного воспитания, пробитый в коридорах партийной и государственной власти СССР В. Н. Шацкой в 1945 году. После её смерти он постепенно сводился всеми власть имущими органами вплоть до Академии педагогических наук до незначительного, второразрядного учреждения… В новое, демократическое время… Институт как самостоятельное научно-исследовательское учреждение со своей экспериментальной базой ликвидирован и усилиями руководства Российской академии образования превращен всего лишь в центр эстетического воспитания, получающий крайне скудное финансирование и материальное обеспечение.— Н. И. Киященко, «Современные концепции эстетического воспитания (теория и практика)»

## Основная деятельность
Перед институтом поставлена задача по разработке и внедрению различных программ в школы и ВУЗы, а также формирование художественной культуры учащихся. Институт ведёт научные исследования и разработки в сфере теории художественного образования и эстетического воспитания, психолого-педагогических механизмов креативного развития личности. В институте разрабатываются методики дошкольного, общего и профессионального художественного образования, создаются учебно-методические комплекты нового поколения по всем видам искусства. Учебники и программы, разработанные сотрудниками ИХО, включены в образовательный процесс более чем в шестидесяти регионах России.
В составе Института художественного образования 11 научных подразделений, в числе его сотрудников 10 докторов и 25 кандидатов наук. При институте действуют аспирантура, докторантура и диссертационный совет. Более ста экспериментальных площадок института располагаются как в регионах России, так и в ближнем зарубежье.
Институтом выпускаются периодическое издание «Цветной мир, или Изобразительное творчество и дизайн в детском саду и начальной школе» и электронные журналы «Педагогика искусства», «Учитель музыки», «Музыка и электроника».

## Руководство
Директор института — доктор педагогических наук, кандидат искусствоведения, член-корреспондент РАО Е. М. Акишина.